# Nguyễn
Nguyễn (đôi khi viết tắt Ng̃) là họ của người Á Đông. Họ Nguyễn là họ người phổ biến nhất của người Việt. Họ Nguyễn cũng xuất hiện tại Triều Tiên và Trung Quốc (tiếng Trung: 阮; bính âm: Ruǎn; Việt bính: Jyun2) dù ít phổ biến hơn. Trong tiếng Triều Tiên, họ này đọc là Wan (완). Nhiều người Việt Nam hay nhầm cách đọc họ Nguyễn thành "Won - 원", đây là cách đọc sai vì "원" là cách đọc của họ Nguyên 元.

## Độ phổ biến
Đây là họ có số người nhiều nhất ở Việt Nam (khoảng 40%), nhiều thứ 4 trên thế giới chỉ đứng sau các họ Lý, Vương, Trương của Trung Quốc vào năm 2002. Ngoài Việt Nam, họ này cũng phổ biến ở những nơi có người Việt định cư. Tại Úc, họ này đứng thứ 7 và là họ không bắt nguồn từ Anh phổ biến nhất. Tại Pháp, họ này đứng thứ 54. Tại Hoa Kỳ, họ Nguyễn được xếp hạng thứ 57 trong cuộc Điều tra Dân số năm 2000, nhảy một cách đột ngột từ vị trí thứ 229 năm 1990, và là họ gốc thuần Á châu phổ biến nhất. Tại Na Uy họ Nguyễn xếp hạng thứ 73 và tại Cộng hòa Séc nó dẫn đầu danh sách các họ người ngoại quốc.

## Truyền thống dòng tộc

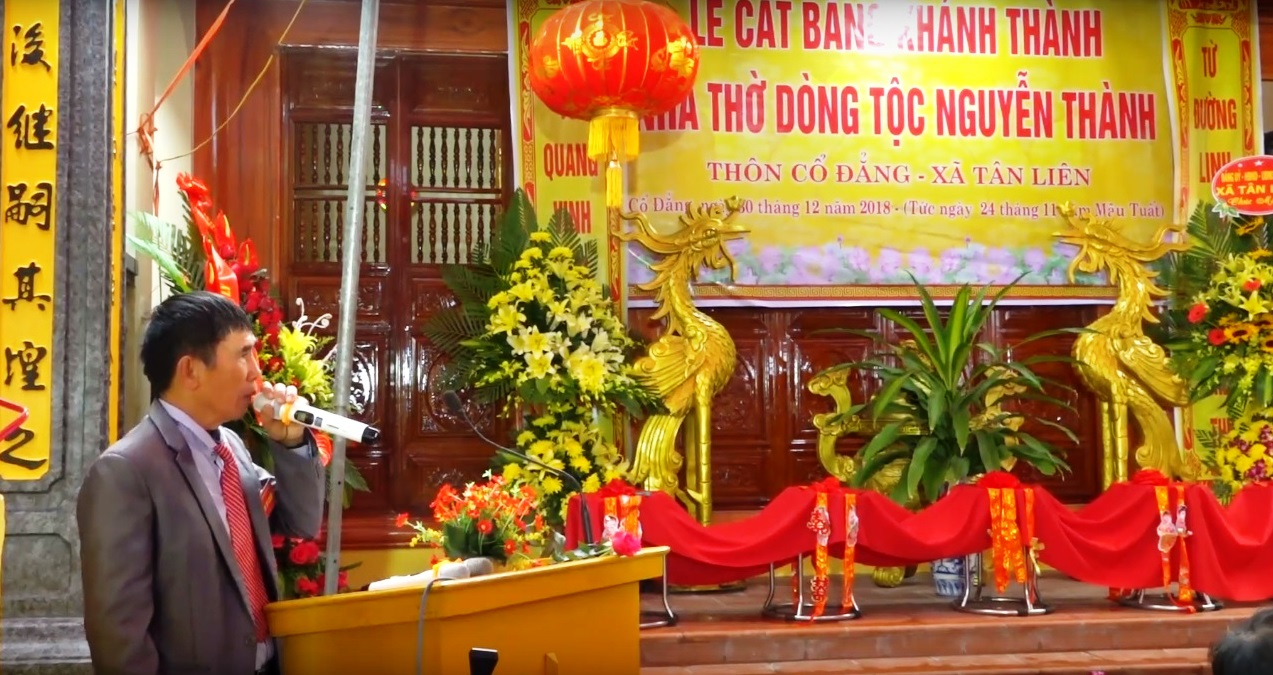
Khánh thành nhà thờ dòng tộc Nguyễn Thành ở huyện Vĩnh Bảo, thành phố Hải Phòng

Trong giai đoạn đương đại, dòng tộc họ Nguyễn ở các nước, đặc biệt tại Việt Nam và Trung Quốc có xu hướng gìn giữ, bảo tồn và phát huy các giá trị truyền thống, với mục tiêu cao nhất là gắn kết các chi tộc từ khắp nơi trên thế giới với nhau. Một số hoạt động truyền thống có thể kể đến, như: xây dựng ngày giỗ Tổ dòng tộc, chi tộc; lập Quỹ khuyến học; dựng văn bia, nhà truyền thống; các hoạt động văn hóa – văn nghệ... Ở một số nơi của Việt Nam, các thế hệ dòng tộc họ Nguyễn lập thành các Nhà thờ Tổ dòng họ với quy mô thành viên đến hàng ngàn người từ khắp các tỉnh, thành và hải ngoại về nước tụ họp trong ngày giỗ Tổ.

### Việt Nam

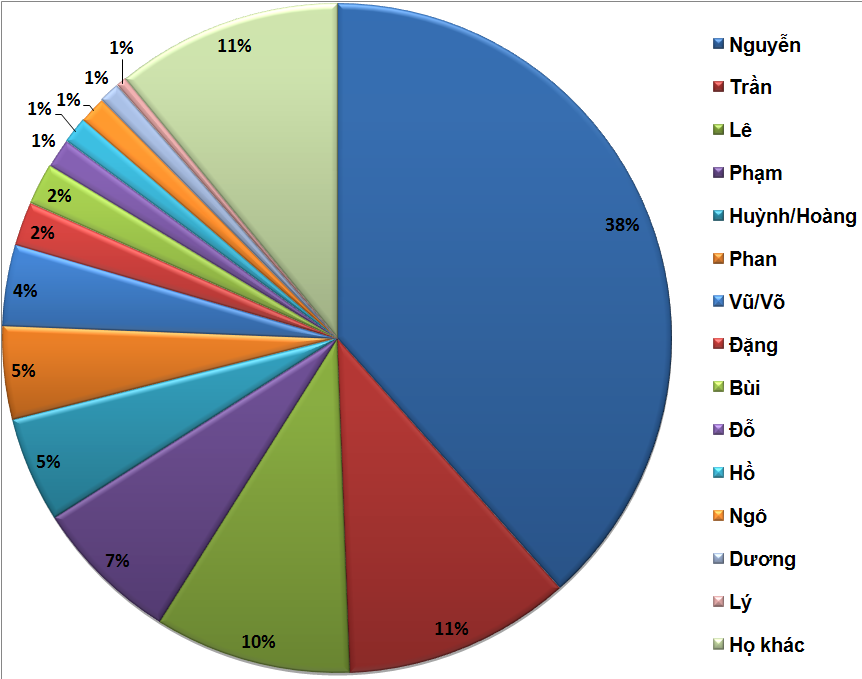
Phân bố họ của người Việt Nam

## Người nổi tiếng

### Trung Quốc

#### Cổ đại
- Nguyễn Dung Hoa (阮容華), phi tần của Lưu Tống Hiếu Vũ Đế, mẹ của Lâm Giang vương Lưu Tử Tuy[13].
- Nguyễn phu nhân, vợ đại thần Hứa Doãn của Tào Ngụy, một trong Ngũ xú Trung Hoa
- Nguyễn Vũ, từng là thừa tướng nước Ngụy và là một trong Kiến An thất tử.
- Nguyễn Tịch, danh sĩ thời Ngụy Tấn một trong Trúc lâm thất hiền
- Nguyễn Thị Đức, mẹ đẻ Vũ Hồn, quan nhà đường chức An Nam Kinh lược sứ, người được xem là thủy tổ họ Vũ Việt Nam.
- Nguyễn Hàm, danh sĩ thời Ngụy Tấn, một trong Trúc lâm thất hiền
- Nguyễn Nguyên (阮元) Tổng đốc Lưỡng Quảng (1817 - 1826) nhà Nho, nhà sử học, đại thần thời Thanh
- Nguyễn Hiếu Tự, danh sĩ thời Đông Tấn
- Nguyễn Vũ, nhà văn thời Tam Quốc trong lịch sử Trung Quốc
- Nguyễn Phu, Thứ sử giao châu
- Nguyễn Hồng Đạt quan nhà Chu, nhà Đường.

#### Cận đại
- Nguyễn Linh Ngọc, tên khai sinh Nguyễn Phượng Căn, nữ diễn viên Trung Quốc thời kỳ Dân Quốc

#### Hiện đại
- Nguyễn Triệu Tường, ca sĩ Hồng Kông
- Nguyễn Đức Cường, phát thanh viên của Đài phát thanh Hồng Kông và từng là nghệ sĩ TVB,Trung Quốc.
- Nguyễn Chiêu Huy, một diễn viên và nhà văn kinh kịch Quảng Đông thân Trung Quốc ở Hồng Kông.
- Nguyễn Kinh Thiên, diễn viên Đài Loan.
- Nguyễn Tiểu Tiên, Nhà Lãnh đạo Đảng Cộng sản Trung Quốc.
- Nguyễn Thành Phát, Phó Bí thư Tỉnh ủy, Chủ Chủ tịch Tỉnh Vân Nam; Thường vụ Tỉnh ủy, Bí thư Thành ủy, Thị trưởng Chính phủ Nhân dân thành phố Vũ Hán; Phó Tỉnh trưởng Chính phủ Nhân dân tỉnh Hồ Bắc; Thị trưởng Hoàng Thạch; Thư ký trưởng Chính phủ Nhân dân tỉnh Hồ Bắc và Bí thư Thành ủy Tương Phàn.

#### Nhân vật hư cấu
- Nguyễn Tiểu Nhị, Nguyễn Tiểu Ngũ, Nguyễn Tiểu Thất: nhân vật trong tiểu thuyết Thủy hử của Thi Nại Am

### Chăm Pa
- Nguyễn Văn Tá, vua Campuchia, lãnh tụ của tiểu quốc Panduranga từ 1780 đến 1793.
- Nguyễn Văn Hào, vua của tiểu quốc Panduranga từ 1793 đến 1799.
- Nguyễn Văn Chấn, vua của tiểu quốc Panduranga từ 1799 đến 1822.
- Nguyễn Văn Vĩnh, vua của tiểu quốc Panduranga từ 1822 đến 1828.
- Nguyễn Văn Thừa, vua chính thức sau cùng của tiểu quốc Panduranga, tại vị từ 1828 đến 1832

### Hoa Kỳ
- Janet Nguyễn, Thượng nghĩ sĩ Tiểu bang California.
- Dustin Nguyễn, diễn viên, đạo diễn phim...
- Tôma Nguyễn Thái Thành, giám mục phụ tá Giáo phận Orange, Hoa Kỳ
- Tila Nguyễn, người mẫu, ca sỹ...
- Nguyễn Trọng Hiền, nhà vật lý thiên văn.
- Nguyễn Cao Kỳ Duyên (sinh ngày 30 tháng 6 năm 1965) là một người Mỹ gốc Việt, người dẫn chương trình của Paris by Night cùng với Nguyễn Ngọc Ngạn, đồng thời hành nghề luật sư.
- Lee Nguyễn Cầu thủ Hoa Kỳ gốc Việt.
- Nguyễn Đình Toàn là nhà văn và nhạc sĩ người Việt định cư ở Mỹ

### Lào
- Ông Vinaythong Souphanouvong, tên tiếng Việt là Nguyễn Văn Chính, hiện đang sống ở Lào và là con trai thứ 3 của Souphanouvong.[14]
- Nhotkeomani Souphanouvong, tên tiếng Việt là Nguyễn Kiều Nga, hiện đang sống ở Lào và là con gái thứ 5 của Souphanouvong.[14]

### Khác
- Marcel Nguyen, vận động viên người Đức gốc Việt
- Jonathan Nguyễn Văn Tâm, Giáo sư dịch tễ Đại học Nottingham, Phó Giám đốc Y tế Anh
- Nguyễn Tuấn Anh, cầu thủ bóng đá người Séc gốc Việt
- Nguyễn Quang Riệu, nhà vật lý thiên văn Việt kiều tại Pháp